# Latour-de-Carol
Latour-de-Carol är en kommun i departementet Pyrénées-Orientales i regionen Occitanien i södra Frankrike. Kommunen ligger i kantonen Saillagouse som tillhör arrondissementet Prades. År 2022 hade Latour-de-Carol 472 invånare.

## Befolkningsutveckling
Antalet invånare i kommunen Latour-de-Carol
| Referens: INSEE |